# Métro léger de Sfax
Le métro léger de Sfax (arabe : المترو الخفيف لمدينة صفاقس) est un projet de deux lignes de métro léger inclus dans un projet plus global de transports en site propre pour l'agglomération de la ville de Sfax en Tunisie.

## Projet
Dans le cadre d'un projet global de transports en site propre long de 70 km, le métro léger sera constitué de deux lignes : la ligne 1 (T1) prévue pour 2022 et la ligne 2 (T2) prévue pour 2024 : La ligne T1, d'une longueur de 22,8 km, relie la route de l'aéroport à la cité El Ons, en passant par le centre-ville et en empruntant l'avenue des Martyrs et la route de Teniour. La ligne T2, d'une longueur de 10,7 km, relie la route de Gremda au centre-ville. Ce métro léger sera géré par la Société du métro léger de Sfax, fondée en 2015.
Le 12 juin 2019, un comité de validation prend une série de décisions, dont notamment le doublement des voies, en remplacement de la voie unique prévue à l'origine, et l'ouverture du chantier à la fin de l'année 2020. La Société du métro léger de Sfax lance un appel d'offres, pour une extension d'environ 2 km de la ligne T1 en septembre 2020.
| Réseau structurant | Ligne T1 | Ligne T2 | Total |
| ------------------ | -------- | -------- | ----- |
| Longueur en km     | 22,08    | 10.7     | 33.5  |
| Nombre de stations | 38       | 18       | 56    |
| Nombre de rames    | 38       | 19       | 57    |